# Festa Nacional da Ostra
Festa Nacional da Ostra ou Fenaostra, como também é conhecida, é uma festa anual brasileira que ocorre em outubro em Florianópolis, no estado de Santa Catarina, alavancada pelo cultivo da ostra, cuja produção anual já alcança a marca de 600 mil dúzias do molusco. O evento foi criado em 1999.
A festa mistura ingredientes irresistíveis para quem aprecia os deliciosos pratos à base de frutos do mar e quer iniciar-se nos prazeres de degustar os mais variados pratos, tendo a ostra como ingrediente principal.
A Fenaostra é a única promoção do gênero no país a reunir num mesmo espaço atividades nas áreas gastronômica, técnico-científica, econômica, artística e cultural, tendo como mote a maricultura. Durante seis dias, os visitantes têm à disposição atrações para diferentes públicos e gostos. São cursos, concursos, workshops, seminários, feiras de produtos e serviços, jornadas de negócios, além de um amplo salão de gastronomia e de muita diversão, com mais de 150 artistas mostrando o melhor da música, teatro, dança e folclore regionais.
Essa diversidade faz dele um diferencial no circuito festivo de outubro em Santa Catarina. Mais que uma festa, a Fenaostra é um cardápio de oportunidades, que gera impactos diretos no consumo e produção de ostras. Graças a esse desempenho, a cidade detém a liderança absoluta dos mercados do estado e do Brasil, com 1,2 milhão de dúzias, o que corresponde a 80% da produção nacional.